# کلود بورلی
کلود بورلی (فرانسوی: Claude Borelli‎؛ ۱۴ ژانویه ۱۹۳۴ – ۱۵ نوامبر ۱۹۶۰) بازیگر اهل فرانسه بود.
از فیلم‌ها یا برنامه‌های تلویزیونی که وی در آنها نقش داشته است، می‌توان به اورفه و سلام، اسم من کاکس است اشاره کرد.